# All Your Love (I Miss Loving)

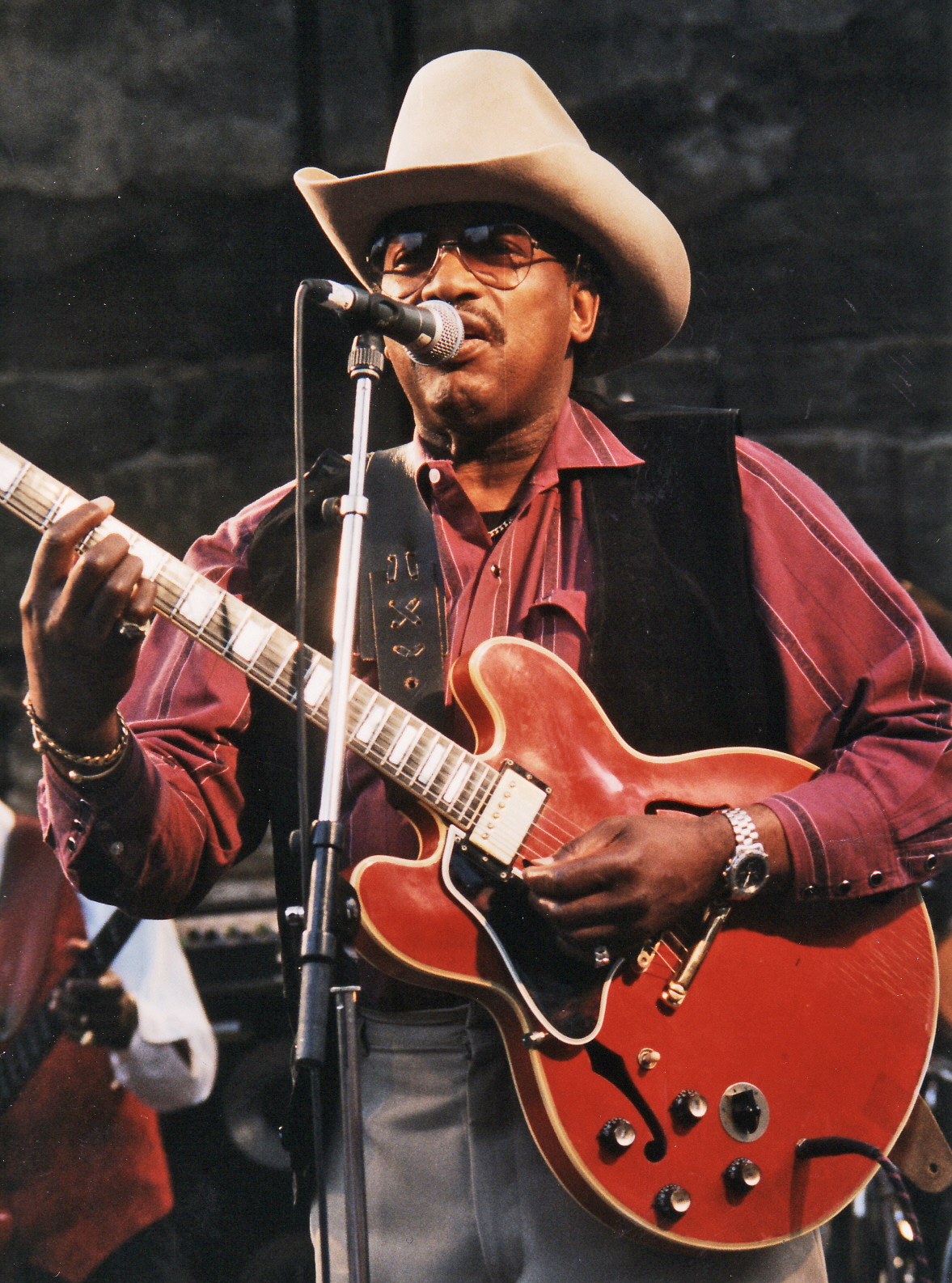
Otis Rush auf dem Notodden Blues Festival 1997

All Your Love (I Miss Loving) oder kurz All Your Love ist ein Blues-Standard, der 1958 vom Chicagoer Blues-Gitarristen Otis Rush geschrieben und aufgenommen wurde. Der Titel wurde vielfach gecovert, unter anderem von den Bluesbreakers mit Eric Clapton oder auch von Stevie Ray Vaughan, Gary Moore und der Steve Miller Band.

## Geschichte
All Your Love ist ein zwölftaktiger Blues mit Rumbaeinflüssen. Das Stück übernahm das Gitarrenriff und das Arrangement von Lucky Lou, einer Instrumentalsingle des Bluesgitarristen Jody Williams aus dem Jahr 1957.
Die Aufnahme wurde von Willie Dixon produziert, mit Rush an der Gitarre und als Sänger, Dixon am Bass, Ike Turner an der zweiten Gitarre, Little Brother Montgomery oder Harold Burrage am Klavier, Eddie Jones, Carlson Olivier und Jackie Brenston an den Saxophonen und Odie Payne am Schlagzeug. Als All Your Love 1958 auf Cobra Records veröffentlicht wurde, war es Rushs letzte Single für das Label. Später nahm Rush mehrere Studio- und Live-Versionen des Liedes auf, darunter eine, die 1989 auf seinem Album Blues Interaction – Live in Japan veröffentlicht wurde.

## Nachwirkung
2010 wurde All Your Love (I Miss Loving) von Otis Rush in die Blues Hall of Fame der Blues Foundation aufgenommen. Rushs Lied inspirierte Peter Green beim Schreiben des Songs Black Magic Woman (1968), der 1971 ein Hit für Santana wurde, ebenso wie Bob Dylan bei Beyond Here Lies Nothin’ (2009). Es gibt zahlreiche Coverversionen von All Your Love (I Miss Loving).

## Coverversionen (Auswahl)
Häufig wurde bei Coverversionen der Kurztitel All Your Love verwendet.
- 1966: John Mayall with Eric Clapton
- 1982: Buddy Guy
- 1990: Gary Moore
- 1991: Aerosmith
- 1992: Stevie Ray Vaughan and Double Trouble
- 1993: The Steve Miller Band
- 2000: Rick Derringer
- 2005: Innes Sibun